# سعاد ماسي
سعاد ماسي (مولودة في 23 أغسطس 1972 بالجزائر العاصمة)، هي مغنية وعازفة غيتار وكاتبة أغاني جزائرية من منطقة القبائل.

## مسيرتها الفنية
ولدت سعاد ماسي في الجزائر في مدينة باب الواد في عام 1972 وسط عائلة تعشق الموسيقى أتاحت لها التعرف على أنواع كثيرة من الموسيقى، مثل الشعبي العاصمي والروك والكاونتري والفادو البرتغالي وغيره. دخلت المسرح الجزائري في سنة 1985 ولكنها تأثرت بالموسيقى أكثر من المسرح، تعلمت السلم الموسيقي وقواعد الموسيقى وأحبت الفلامنكو الذي قدمته على المسارح الجزائرية، انضمت إلى فرقة تريانا الجزائر في سنة 1987، وبدأت تمارس الغناء في الفرقة، وصنفت من تلك الفرقة إلى مغنية احتياطية لكن تغير كل شيء بعدما بدأت الغناء في سنة 1989 وحطمت الرقم القياسي في المسابقة الدولية الجزائرية.
انضمت إلى فرقة الروك الجزائرية أتاكور التي جابت معها عدة ولايات جزائرية. في منتصف التسعينات أصدرت شريطاً نال صدًى طيباً، وعرض التلفزيون الجزائري باستمرار أول أغنية مصورة لها، وهي من نوع الكونتري قدمتها بالعربية والإنجليزية. مع حصولها على شهادتها الجامعية لم تدم حالة الانتعاش الفني وازدهار الموسيقى الجزائرية الشبابية الحديثة الذي واكب فترة الانفتاح الديمقراطي طويلاً؛ إذ سرعان ما تصاعدت موجة العنف وغياب الأمن واغتيال المشاهير في البلد مما أدى إلى استحالة العمل بالميدان الفني، وهجرة مئات الفنانين والمثقفين الجزائريين. سنة 1999 وبعد دعوتها للمشاركة في تظاهرة حملت اسم نساء من الجزائر، قررت سعاد الاستقرار بفرنسا مع توقيعها لعقد مع شركة التوزيع island records/universal music.
عام 2001 أصدرت ألبوم «راوي» الذي نال نجاحاً كبيراً وحظي بإعجاب النقاد في أوروبا. تلاه ألبوم داب عام 2003.
معظم أغاني سعاد ماسي باللهجة العاصمية الجزائرية بالإضافة إلى الأمازيغية القبائلية والفرنسية. تشارك سعاد في كتابة وتلحين أغانيها، ولا تستغني عن العزف على الغيتار في حفلاتها. لها جمهور جيد في الجزائر والدول المغاربية وفرنسا حيث تقيم الآن. لا تزال محدودة الانتشار في العالم العربي كونها غائبة عن المشهد السمعي البصري المشرقي. بيد أن شعبيتها بدأت في الازدياد في بعض دول المشرق خصوصاً بمصر بعد إحيائها لحفلات فيها، وفي غيرها من دول المشرق مثل سوريا والأردن.
قدمت سعاد ماسي حفلات في مختلف أنحاء العالم، وشاركت صيف 2009 بمهرجان تيمقاد بباتنة الجزائرية. كما أنها شاركت في أغنية «بكرة نهار جديد» مع فنانين من عدة دول عربية.

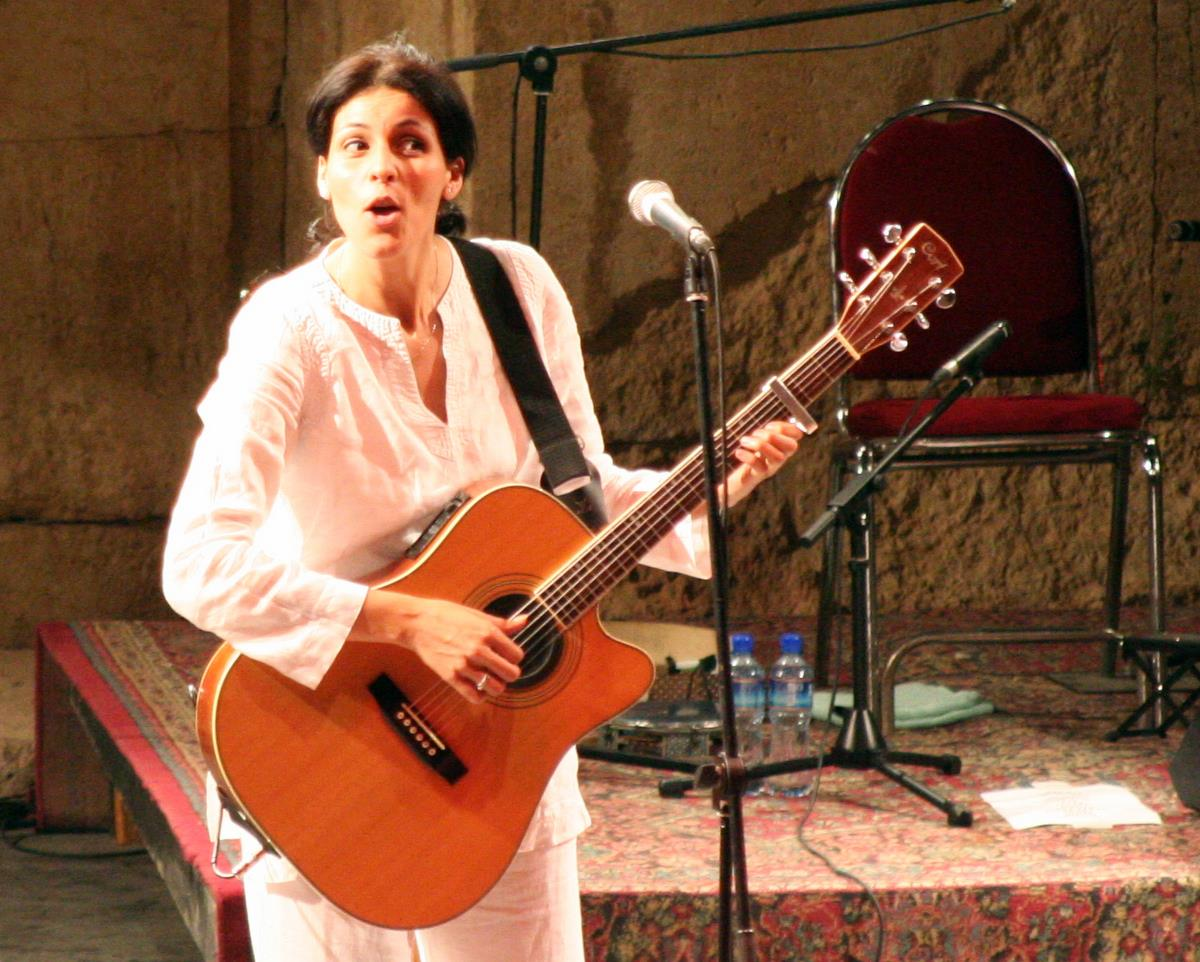
سعاد ماسي في مدينة عمان في سنة 2007.
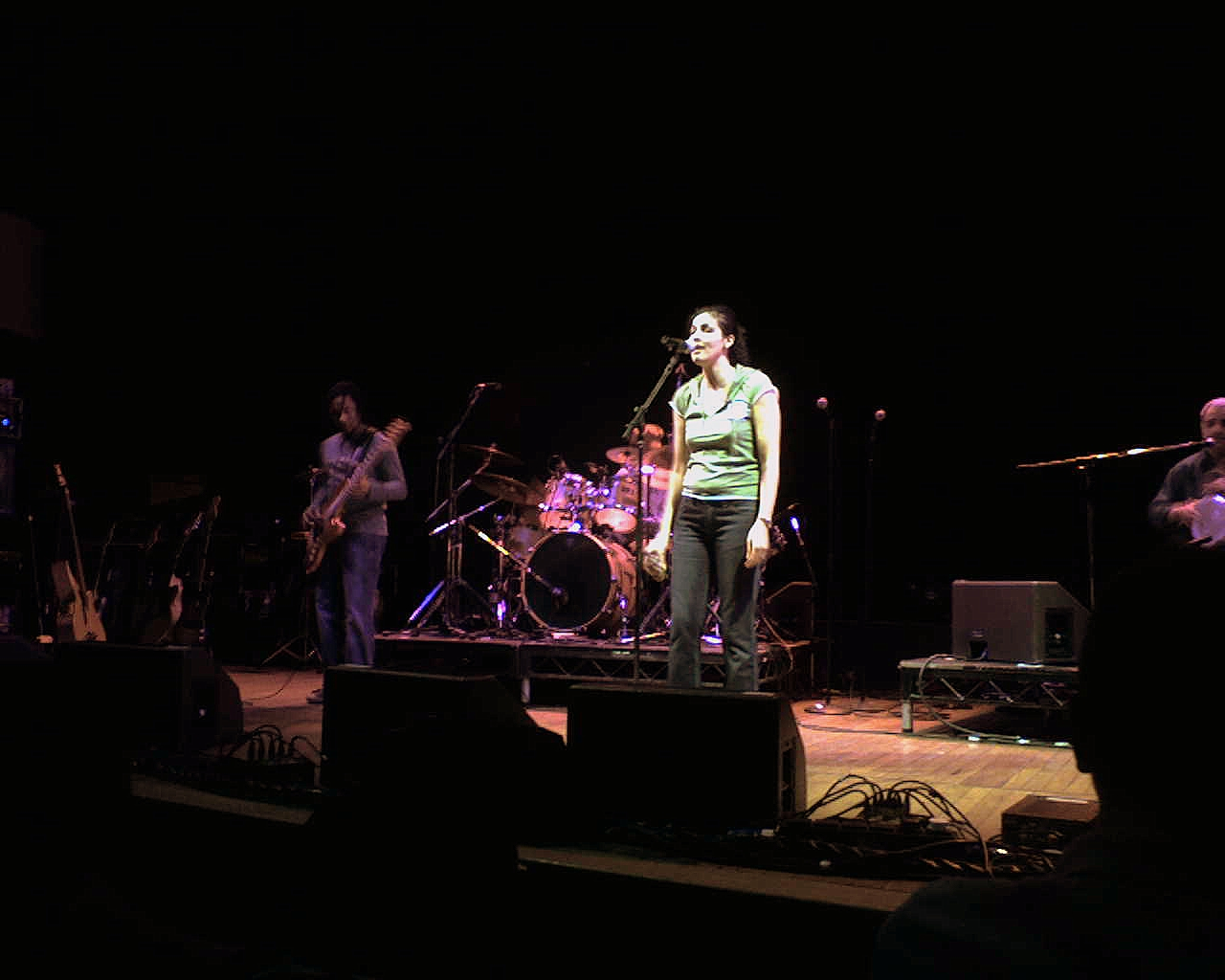
سعاد ماسي في إحدى حفلاتها.

## أعمالها الفنية

### البومات
- المتكلمون 2015
- اوه حرية 2010
- مسك الليل 2005
- داب 2003
- راوي 2001

### أعمال باللهجة المصرية
في أغسطس 2017 قدمت سعاد ماسي لأول مرة أغنية باللهجة المصرية بعنوان«سلام» من كلمات نادر عبد الله وألحان خالد عز وتوزيع جورج قلتة.

## وصلات خارجية
- سعاد ماسي على موقع IMDb (الإنجليزية)
- سعاد ماسي على موقع ألو سيني (الفرنسية)
- سعاد ماسي على موقع ميوزك برينز (الإنجليزية)
- سعاد ماسي على موقع أول موفي (الإنجليزية)
- سعاد ماسي على موقع أول ميوزيك (الإنجليزية)
- سعاد ماسي على موقع ديسكوغز (الإنجليزية)
- سعاد ماسي على موقع قاعدة بيانات الفيلم (الإنجليزية)
- سعاد ماسي على موقع كينوبويسك (الروسية)